# Antonio Maspes
Antonio Maspes (n. 14 ianuarie 1932, Milano, Regatul Italiei – d. 19 octombrie 2000, Milano, Italia) a fost un ciclist italian, medaliat olimpic. A participat la o ediție a Jocurilor Olimpice (1952) în care a câștigat o medalie de bronz.

## Participări
Lista de mai jos prezintă principalele competiții la care a participat Antonio Maspes de-a lungul carierei.
- Pyöräily kesäolympialaisissa 1952 – miesten tandem[*]